# Список авіаносців Франції
Список авіаносців Франції — перелік авіаносців (авіанесучих кораблів), які були побудовані і перебували на озброєнні, а також розроблялися для ВМС Франції.
| №  | Авіаносець       | Зображення    | Водотоннажність                               | Кількість літальних апаратів | Закладений        | Спуск на воду                           | Прийнятий                                          | На службі | Доля                                                     | Тип                    | Прим. |
| -- | ---------------- | ------------- | --------------------------------------------- | ---------------------------- | ----------------- | --------------------------------------- | -------------------------------------------------- | --------- | -------------------------------------------------------- | ---------------------- | --- |
| 1  | «Фудр»           |               | 6 100                                         | 4 літаки                     | 9 червня 1892     | 20 жовтня 1895                          | 1896 рік (як міноносець) 1911 (як гідроавіаносець) | 1911–1921 | 1 грудня 1921 року розібраний на брухт                   |                        | перший у світі гідроавіаносець |
| 2  | «Командан Тест»  |               | 10 000 тонн (стандартна) 12 134 тонни (повна) | 26                           | 9 вересня 1927    | 12 квітня 1929                          | 18 квітня 1932                                     | 1932–1942 | 27 листопада 1942 року затоплений                        |                        | гідроавіаносець |
| 3  | «Діксмюд»        |               | 11 800 тонн (стандартна) 15 126 тонн (повна)  | 15                           | 28 грудня 1939    | 18 грудня 1940                          | 6 травня 1942                                      | 1945–1966 | 10 червня 1966 року був потоплений як корабель-мішень    | тип «Евенджер»         | 9 квітня 1945 року переданий Королівськими ВМС Великої Британії Франції колишній американський, а згодом британський ескортний авіаносець «Байтер» |
| 4  | «Беарн»          |               | 22 146 тонн (стандартна) 28 400 тонн (повна)  | 35-40                        | 10 січня 1914     | квітень 1920                            | травень 1927                                       | 1927–1967 | у березні 1967 року зданий на злам                       | лінкор типу «Норманді» | єдиний авіаносець часів Другої світової війни, який мав торпедні апарати                                                                           |
| 5  | «Жоффр»          |               | 18 000 тонн (стандартна) 20 000 тонн (повна)  | 40                           | 26 листопада 1938 | —                                       | —                                                  | —         | в червні 1940 року будівництво припинене                 | типу «Жоффр»           | |
| 6  | «Пенлеве»        | не закладався | не закладався                                 | не закладався                | не закладався     | в червні 1940 року замовлення скасоване |                                                    |           |                                                          | типу «Жоффр»           | |
| 7  | «Буа Белло»      |               | 11 900 тонн (стандартна) 15 200 тонн (повна)  | 33                           | 11 серпня 1941    | 6 грудня 1942                           | 31 березня 1943                                    | 1953–1960 | у вересні 1960 року повернений США, де списаний на брухт | типу «Індепенденс»     | у вересні 1953 року передані Франції в рамках програми військової взаємодопомоги від Королівського флоту Великої Британії                          |
| 8  | «Лафаєт»         |               | 11 900 тонн (стандартна) 15 200 тонн (повна)  | 33                           | 11 квітня 1942    | 22 травня 1943                          | 31 серпня 1943                                     | 1951–1963 |                                                          | типу «Індепенденс»     | у березні 1963 року повернений США, де списаний на брухт                                                                                           |
| 9  | «Арроманш»       |               | 14 000 тонн (стандартна) 17 000 тонн (повна)  | 48                           | 1 червня 1942     | 30 вересня 1943                         | 16 грудня 1944                                     | 1946–1974 | у 1978 році розібраний на метал в Тулоні                 | типу «Колоссус»        | у серпні 1946 року передані Франції в оренду Франції на 5 років; згодом викуплений                                                                 |
| 10 | «Клемансо»       |               | 27 300 тонн (стандартна) 32 720 тонн (повна)  | до 40                        | жовтень 1955      | 21 грудня 1957                          | 22 листопада 1961                                  | 1961–1997 | 1 жовтня 1997 року знятий з озброєння                    | типу «Клемансо»        | розібраний на брухт |
| 11 | «Фош»            |               | 27 300 тонн (стандартна) 32 720 тонн (повна)  | до 40                        | 15 грудня 1957    | 28 липня 1960                           | 15 липня 1963                                      | 1963–2000 | 15 листопада 2000 року проданий ВМС Бразилії             | типу «Клемансо»        | |
| 12 | «Верден»         |               | 35 000 тонн (стандартна) 45 000 тонн (повна)  | ?                            | —                 | —                                       | —                                                  | —         |                                                          | типу «PA 28»           | у 1961 році проєкт скасований |
| 13 | «Шарль де Голль» |               | 37 000 тонн (стандартна) 42 000 тонн (повна)  | 28-40                        | 14 квітня 1989    | 7 травня 1994                           | 18 травня 2001                                     | з 2001 р. |                                                          |                        | перший французький атомний надводний корабель |
| 14 | PA 2             |               | 75 000 тонн (повна)                           | 40                           | —                 | —                                       | —                                                  | —         |                                                          |                        | Проєкт скасовано у 2013 році |

Позначення: